# Bruno Thiem

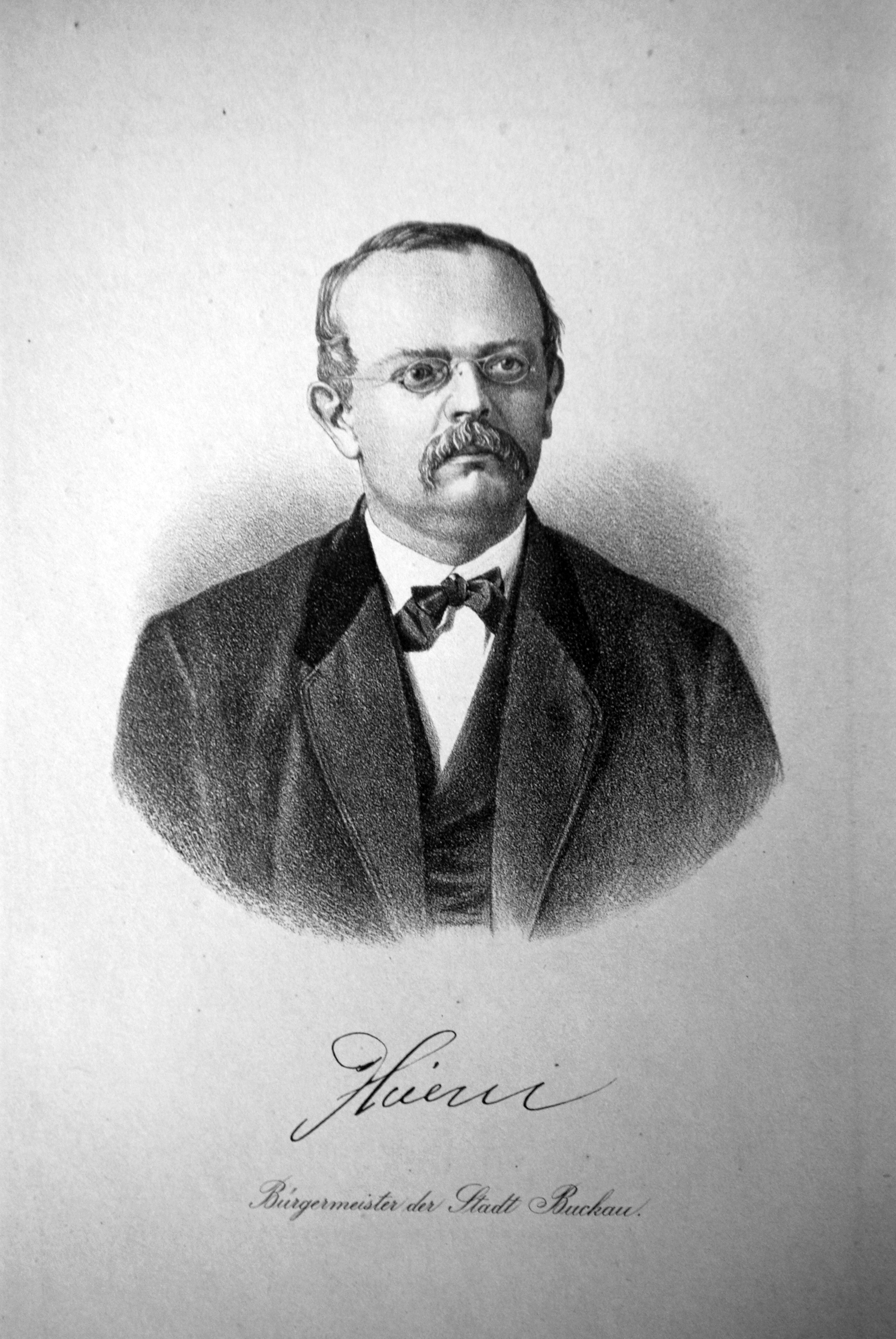
Bruno Thiem, Porträt aus der Buckauer Chronik von 1887

Bruno Thiem (* 18. November 1823 in Halle an der Saale; † 20. Februar 1913 in Magdeburg) war ein deutscher Kommunalpolitiker und Bürgermeister der Städte Kelbra und Buckau.
Thiem entstammte einer Beamtenfamilie. Sein Vater Friedrich Thiem war Polizei-Vorsteher in Halle. Sein Bruder Adolph Thiem war ein Kunstsammler. Bruno Thiem übte über zehn Jahre das Amt des Bürgermeisters der Stadt Kelbra aus, bevor er von den Buckauer Stadtverordneten Ende 1862 für zunächst zwölf Jahre zum Bürgermeister gewählt wurde. Er amtierte dann bis zur Eingemeindung Buckaus nach Magdeburg am 1. April 1887. Im Juli 1863 nahm er, bei einem Gehalt von 600 Talern, seine Amtstätigkeit auf. 
Buckau war zu diesem Zeitpunkt eine selbständige Stadt vor den Toren der zur Großstadt wachsenden Stadt Magdeburg. In Thiems Amtszeit verdreifachte sich die Einwohnerzahl Buckaus von 6.269 auf 17.550 Menschen. Thiem setzte sich insbesondere für die wirtschaftliche Entwicklung Buckaus ein. Begünstigt durch die Lage an der Elbe in der Nähe Magdeburgs gelang die Ansiedlung oder Ausdehnung diverser Industriebetriebe, während der einsetzenden industriellen Umwälzung. Insbesondere die Unternehmer Hermann Gruson, Bernhard Schäffer und Rudolf Ernst Wolf schufen hier Betriebe die später internationalen Ruf erlangten. Buckau wurde zu einem bedeutenden Industriestandort.
Unter Thiems Leitung entstanden neue Häuser und wurden Straßen gepflastert. An der Brauereistraße erwarb Buckau Grundstücke um Baugelände zu gewinnen.

## Ehrung
Zu Thiems Ehren wurde eine Straße in Buckau als Thiemstraße benannt. Seine Grabstätte befindet sich auf dem Buckauer Friedhof.